# Сасер-Кангрі
Сасер Кангрі, або Сасір Кангрі — найвища гора в хребті Сасер Муздаг, найбільше висунутого на схід пасма Каракорума в північній  Індії.
Масив Сасер Кангрі складається з чотирьох вершин:
- Сасер Кангрі I — 7672 м
- Сасер Кангрі II — 7518 м
- Сасер Кангрі III — 7495 м
- Сасер Кангрі IV — 7416 м.

## Історія сходжень
В 1973 р. індійсько-тибетська експедиція прикордонників вперше в історії підкорила вершину. На Сасер Кангрі ІІ японсько-індійська експедиція зійшла в 1984 р. Східна вершина Сасер ІІ залишається непідкореною — це другий непідкорений пік (з точки зору висоти) окрім Гангхар Пуенсум. Сасер Кангрі ІІІ підкорено індійською командою. В 1987 р. британсько-індійська експедиція здобула Сасер Кангрі IV.
Про спробу сходження на Сасер Кангрі ІІ інідійсько-американської команди під керівництвом Mark Richey і Motup Goba в серпні 2011 р. .

## Ресурси Інтернета
- «Saser Kangri, India» on Peakbagger
- Saser Kangri on Peakware
- http://www.alpinist.com/doc/web11x/newswire-second-highest-peak